# Sydney Buxton (1er comte Buxton)
Sydney Charles Buxton, 1er comte Buxton, (25 octobre 1853 - 15 octobre 1934) est un homme politique libéral britannique radical,. 

## Biographie

### Jeunesse et éducation
Il est le fils de Charles Buxton et petit-fils du réformateur social Thomas Fowell Buxton. Sa mère est Emily Mary, fille du médecin et voyageur Henry Holland (1er baronnet). Il est né à Londres et fait ses études au Clifton College et au Trinity College, Cambridge, et est membre du London School Board de 1876 à 1882.

### Carrière politique
En 1880, il devient connu dans les cercles politiques par la publication de son Manuel des questions politiques du jour, un ouvrage qui connait finalement 11 éditions. La même année, il se présente au Parlement pour Boston, mais perd. Cependant, il devient député en 1883 en remportant une élection partielle à Peterborough. Il est battu aux élections générales de 1885, mais est réélu au Parlement l'année suivante, représentant Poplar et gardant cette circonscription jusqu'en 1914. 
De 1892 à 1995, Buxton est sous-secrétaire d'État aux Colonies. En 1905, il obtient son premier poste au Cabinet, celui de maître de poste. À ce titre, il introduit des services comme le penny postage aux États-Unis, le magazine canadien et les frais de port bon marché pour les aveugles. En 1910, il est nommé président de la Chambre de commerce où il supervise l'adoption ou la modification de nombreuses lois sur le commerce et le commerce. Après le naufrage du Titanic en 1912, il demande à Lord Loreburn, le Lord grand chancelier, de nommer une commission d'enquête sur la catastrophe. Cette commission finit par être dirigée par John Charles Bigham. 
En février 1914, il est nommé Gouverneur général d'Afrique du Sud et, le 11 mai de la même année, il est élevé au rang de vicomte Buxton, de Newtimber, dans le comté de Sussex. Une révolte de la population sud-africaine sur le déclenchement de la Première Guerre mondiale menace temporairement sa sécurité, mais le Premier ministre du pays, le général Louis Botha, a immédiatement attaché l'Afrique du Sud à la Grande-Bretagne. Par la suite, Buxton et Botha forment un partenariat efficace, planifiant et exécutant des actions sud-africaines pendant la guerre, notamment l'invasion de la colonie allemande voisine du Sud-Ouest africain. Buxton voyage largement dans toute l'Afrique du Sud et se fait aimer du peuple. À sa retraite en 1920, le peuple manifeste son affection pour lui. Il continue à s'intéresser aux affaires sud-africaines après son retour en Angleterre, en tant que président de la Société africaine de 1920 à 1933. 
Il est créé comte Buxton le 8 novembre 1920 et continue à être membre du Parti libéral, soutenant souvent son ami proche et collègue Edward Grey. Dans ses dernières années, il a dû subir une amputation de la jambe en raison d'une blessure au genou subie plus tôt dans sa vie. 
Il est décédé à Newtimber le 15 octobre 1934. 

## Mariages
Buxton s'est marié deux fois, d'une part en 1882 à Constance Mary Lubbock (décédée en 1892), deuxième fille de John Lubbock, et d'autre part en 1896 à Mildred Anne Smith, fille aînée de Hugh Colin Smith, gouverneur de la Banque d'Angleterre, de Mount Clare, Roehampton, une sœur du banquier Vivian Smith (1er baron Bicester) et d'Aubrey Smith (amiral) (en), qui devient plus tard amiral. 
Par sa première épouse, il a deux fils, décédés de son vivant et une fille. Par sa deuxième épouse, il a un fils et deux filles, dont le fils et la fille aînée sont décédés de son vivant. 
Par sa première épouse, Constance Mary Lubbock (décédée le 3 novembre 1892) : 
- Charles Sydney Buxton (26 mai 1884 - 31 août 1911); décédé célibataire. Il demande en mariage Octavia Wilberforce (en) (1888–1963), une descendante du réformateur, mais elle le refuse.
- Kenneth Sydney Buxton (4 septembre 1886 - 27 août 1894); mort dans l'enfance, à l'âge de sept ans.
- Phyllis Sydney Buxton (17 avril 1888-27 janvier 1942), puis Phyllis Ponsonby OBE ; mariée le 23 septembre 1918 au chanoine Maurice George Jesser Ponsonby, (10 septembre 1880 - 27 février 1943), petit-fils du 2e baron De Mauley, et a 5 enfants, dont deux (Elizabeth et Mary) ont des descendants

Par sa deuxième épouse, Mildred Anne Smith (1866–1955) : 
- Doreen Maria Josepha Sydney Buxton (29 novembre 1897 - 28 juillet 1923), qui épouse le 24 janvier 1918 Charles FitzRoy (10e duc de Grafton). Elle est décédée à l'âge de 25 ans, peu de temps après la naissance de son troisième enfant. Après sa mort, son mari se remarie. Sa seconde épouse, Lucy Eleanor Barnes (décédée en 1943), est une cousine germaine de sa première épouse par le biais de sa mère Buxton, en 1924. Deux fois veuf, il se marie, en 1944. Il devient duc en 1936 quand un jeune cousin, le 9e duc de Grafton, est tué dans une course automobile.
- Denis Bertram Sydney Buxton (29 novembre 1897 - 9 octobre 1917), tué au combat, âgé de 19 ans, à Passchendaele, en tant que sous-lieutenant des Coldstream Guards. Au moment de sa mort, il est le seul fils survivant de son père et héritier de ses titres. L'emplacement de sa tombe est inconnu et il est commémoré sur le panneau neuf du cimetière de Tyne Cot.
- Alethea Constance Dorothy Sydney Buxton (2 août 1910 - 25 juillet 2004); épouse Peter Charles Eliot, (30 octobre 1910-1995), fils d'Edward Granville Eliot (lui-même petit-fils d'Edward Eliot (3e comte de St Germans)) et Clare Louise Phelips, le 12 juillet 1934. Ils n'ont aucun enfant et Lady Alethea est décédée à l'âge de 93 ans en 2004.

Comme tous ses fils sont morts célibataires de son vivant, ses titres disparaissent à sa mort. Sa deuxième épouse Mildred est décédée en 1955 et sa plus jeune fille Althea Eliot est décédée en 2004. Il a huit petits-enfants, dont le futur duc de Grafton (1919-2011). 

## Travaux
- Manuel des questions politiques du jour (1880).
- Irish Glad's de M. Gladstone (1886).
- Finances et politique: une étude historique, 1783–1885. Volume I et Volume II (1888).
- M. Gladstone comme chancelier de l'Échiquier (1901).
- Pêche et tir (1902).
- Les arguments de chaque côté de la question fiscale (1903).
- Le général Botha (1924).